# Estelle Touzet
Vous lisez un « bon article » labellisé en 2021.
Pour les articles homonymes, voir Touzet.
Estelle Touzet, née en 1981 à Châteauroux (Indre), est une cheffe sommelière française.
Très tôt initiée à la cuisine française et aux vins, Estelle Touzet officie dans plusieurs restaurants et palaces, notamment à Paris. En 2010, alors qu'elle collabore au Meurice depuis deux ans, elle devient la première femme au monde à être nommée cheffe sommelière d'un restaurant triplement étoilé. En parallèle de son activité, elle dirige une société de conseil en vin et anime des conférences dans plusieurs écoles hôtelières en France.
Reconnue par ses pairs dans un milieu essentiellement masculin, Estelle Touzet est l'une des rares cheffes sommelières en France.

## Biographie

### Jeunesse et études
Née en 1981 à Châteauroux (Indre), de parents castelroussins, Estelle Touzet apprend, dès l'âge de cinq ans, la boulangerie et la pâtisserie auprès de ses deux grands-mères, à Issoudun. À l'occasion des repas dominicaux, elle s'initie auprès de ses grands-pères aux vins de la vallée de la Loire, notamment le reuilly, le quincy, le chinon, le menetou-salon et le sancerre,. Elle effectue ses études secondaires au collège Les Capucins à Châteauroux. C'est dans cet établissement que son professeur d'histoire-géographie, Denis Hervier, et son professeur d'allemand, Jean-Louis Rizet, lui font découvrir le monde du vin et de la gastronomie.
À la fin de sa classe de troisième, Estelle Touzet décide de poursuivre sa scolarité à l'école hôtelière de Brive-la-Gaillarde,. Diplômée en 1995 d'un baccalauréat hôtellerie-restauration, elle se prépare au brevet de technicien supérieur (BTS) « Hôtellerie-restauration, option arts culinaires, arts de la table et du service ». Durant un an, en Bretagne, elle se spécialise en cuisine diététique, puis termine en 2002 avec une mention complémentaire en sommellerie au lycée Albert-de-Mun, dans le 7e arrondissement de Paris,, sous l'enseignement de Christine Vernay et Franck Ramage,,.

### Parcours professionnel

Insigne du sommelier.

En 2003, elle entre sur le marché du travail et commence par officier au château Cordeillan-Bages, dans le Médoc. Elle travaille ensuite au restaurant de Guy Savoy à Paris, puis dans les palaces parisiens du Bristol (2003) et du Crillon (2005), aux côtés de David Biraud. En 2006, elle part officier dans le restaurant étoilé de Tom Aikens à Londres.
En 2008, elle intègre les équipes du Meurice en tant qu'assistante du chef sommelier,,. En 2010, toujours au Meurice, elle devient la première femme au Monde à être nommée cheffe sommelière d'un restaurant triplement étoilé,. Gilles Pudlowski écrit alors à son propos qu'elle « bluffe par sa vivacité, son naturel et la pertinence de ses choix dans un 3-étoiles où elle sait garder son quant-à-soi. […] Grâce à elle, un repas de rêve donne du bon, du franc, du fruit et du plaisir ».
Entre 2014 et 2017, elle préside Gustess, une société de conseil en vin,,.

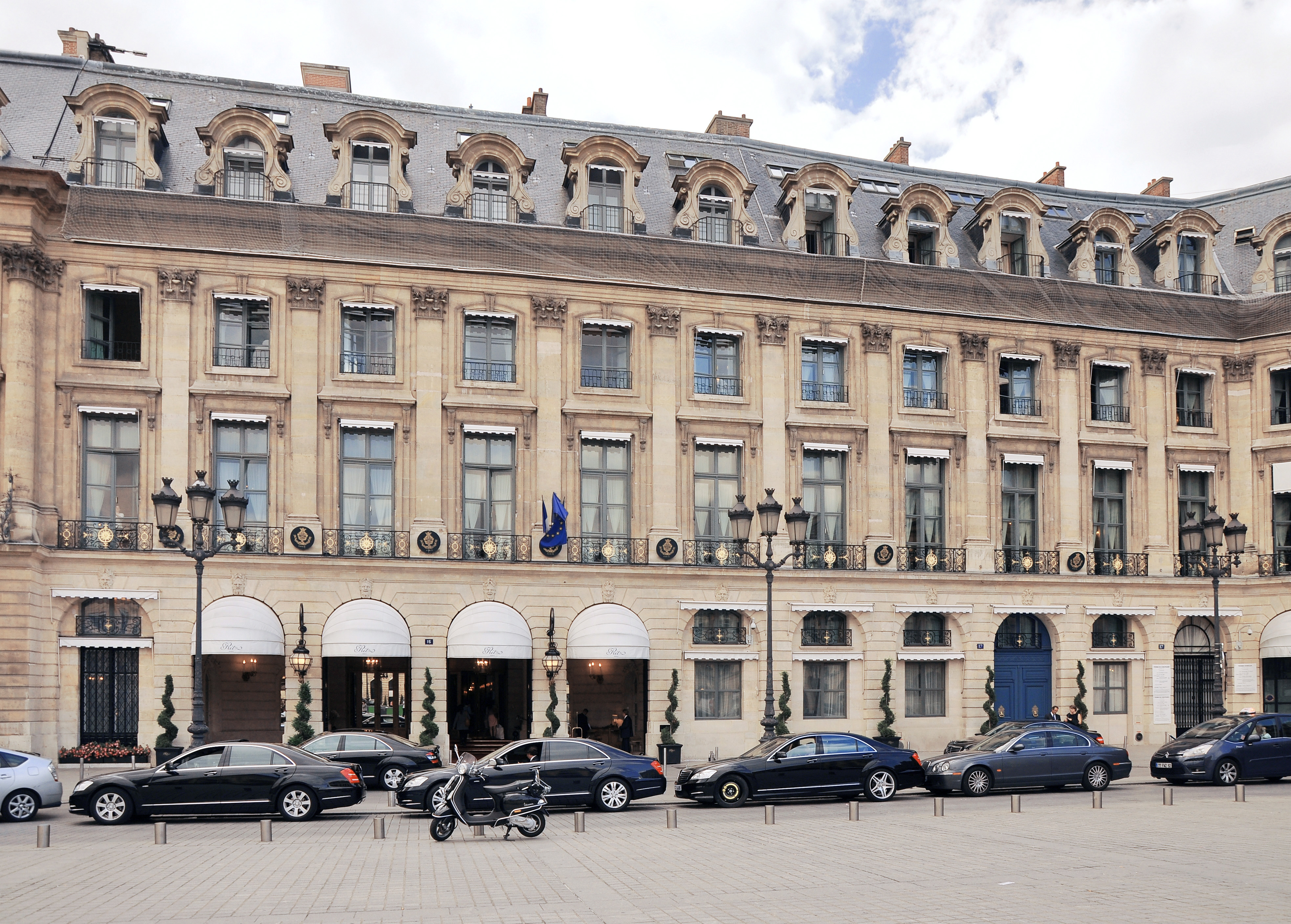
Le Ritz Paris en 2011.

En 2015, Estelle Touzet devient cheffe sommelière du Ritz Paris pour sa réouverture après quatre ans de travaux. Avec une équipe de sept à neuf personnes (dont une femme), elle repense entièrement la carte des vins et revoit les 1 100 références de la cave du palace, qui compte entre 40 000  et   55 000 bouteilles de grands crus et de millésimes rares,,,,. Elle participe également au développement du système informatique qui permet de gérer plus efficacement la cave et la facturation des vins. Son quotidien consiste ensuite à acheter les bouteilles, concevoir la carte des vins, former les équipes et assurer le service dans les restaurants et les salons. Elle prône au Ritz une vision non conformiste du vin, en valorisant par exemple des alliances inattendues, telles que le champagne avec le rouget, ou encore du gamay avec des ravioles carbonara à la crème de cacahuètes et bacon. Elle cherche à s'affranchir des fiches techniques des crus qu'elle déguste, pour se focaliser avant tout sur leurs particularités sensorielles. Contrairement à l'habitude, elle sélectionne systématiquement en premier le vin qu'elle souhaite servir, avant de penser, avec le chef des cuisines, au mets qui pourrait s'accorder à celui-ci. Elle privilégie les appellations moins connues de la vallée de la Loire, plutôt que les vins de Bourgogne et du Bordelais qui font la renommée des caves des palaces parisiens. En septembre 2018, elle inaugure les « Jeudis du vin » au Ritz Bar, des ateliers ludiques de dégustations. Estelle Touzet compare son rôle de cheffe sommelière au Ritz à celui d'un « marchand de bonheur » : « Quelle que soit la bouteille choisie, nos clients doivent repartir avec un souvenir inoubliable ».
En parallèle, elle anime des conférences dans plusieurs écoles hôtelières en France. En 2019, Estelle Touzet fait partie du jury pour la finale du 34e concours des meilleurs apprentis de France, dans la spécialisation « Arts de la table ».
En septembre 2020, alors que l'hôtellerie-restauration fait face à la crise sanitaire et économique provoquée par la Covid-19, Estelle Touzet quitte son poste au Ritz Paris ; sa décision est motivée par « un changement de vie personnelle » et la fixation de nouveaux objectifs professionnels, notamment son souhait de créer une nouvelle société de conseil, spécialisée dans l'accompagnement de projets autour du vin,. Elle est invitée dans Tout le monde joue en cuisine, une émission animée par Nagui le 22 septembre 2020 sur France 2.

### Publications
- Avec Claire Vocanson et Eugénie Rambaud, Une sommelière dans votre cuisine, Vanves, éditions du Chêne-EPA, 19 août 2015, 240 p. (ISBN 978-2-85120-849-1 et 2-85120-849-7). D'après la blogueuse culinaire Anne Lataillade, il s'agit d'un « livre très pédagogique (mais sans être lourd), très intéressant sur le vin et qui tire les lecteurs vers le haut. Les recettes sont accessibles […]. Même si elles sont la conséquence du choix d'un vin, elles n'en sont pas moins gourmandes »[25]. Le critique gastronomique Gilles Pudlowski précise qu'Estelle Touzet y « livre ses alliances vins/mets, ses crus de cœur, ses belles idées dans un bel ouvrage illustré. C'est sage, enjoué, fervent, coloré. […] C'est l'occasion de raconter un vin, de développer une alliance, de dérouler un menu. Ce livre à tiroirs est comme une suite de surprises, une occasion de développer sa connaissance de goût, donc de soi-même »[26]. La journaliste Charlotte Langrand ajoute qu'Estelle Touzet prend ici « les habitudes à contre-pied en adaptant les recettes au vin » dans un « livre épatant »[27].
- « Vins de Sancerre », Le Berry républicain, hors-série,‎ 24 mai 2019 (ISSN 0988-8357). Dans ce hors-série commandé par la rédaction du journal, Estelle Touzet donne des suggestions d'accords entre des mets et du sancerre rouge, rosé ou blanc[4].

La sommelière fait également l'objet d'entretiens récurrents pour donner des conseils d'accords mets et vins dans des médias nationaux, tels que L'Express, France 2, Le Point, RTL, France Inter, Le Parisien Magazine et Madame Figaro.

### Distinctions

#### Décorations
Estelle Touzet est nommée dans deux ordres nationaux :
- Chevalier de l'ordre des Arts et des Lettres (arrêté du 15 décembre 2011)[32] ;
- Chevalier de l'ordre du Mérite agricole (arrêté du 31 janvier 2019)[33].

#### Palmarès
Depuis 2011, Estelle Touzet reçoit plusieurs titres et prix :
- 2011 : « Sommelier de l'année » par le Guide Pudlowski[1] ;
- 2012 : « Sommelier de l'année » par le magazine Le Chef[34] ;
- 2012 : Prix du sommelier de l'Académie internationale de la gastronomie[1] ;
- 2017 : Listée parmi les quatorze « Rising Talents » du Women's Forum[9] ;
- 2019 : Prix de l'œnologie aux Trophées Femmes du Tourisme[35].

### Vie privée
À l'âge de sept ans, Estelle Touzet apprend à jouer du violon avec sa sœur au conservatoire de Châteauroux. Pendant son temps libre, elle le pratique au sein de deux formations, l'Orchestre symphonique et lyrique de Paris et les Ondes Plurielles,,. En 2017, elle confie que cette activité est complémentaire avec sa profession de sommelière, lorsqu'elle dirige, « tel un chef d'orchestre », la cave du Ritz Paris :

« Dans le champ lexical du vin, il y a beaucoup de mots qui viennent de l'univers de la musique : nuance, intensité, résonance… Crescendo, par exemple – on commence par le vin minéral et cristallin et on va vers un vin plus onctueux, puissant, crémeux. Enfin on parle d'accords mets et vin, comme d'accords en musique. J'aime ce croisé des champs lexicaux ; c'est naturel et spontané. »

— Estelle Touzet, 15 juin 2017

## Positions

### Place des femmes en sommellerie
Les femmes sont présentes depuis longtemps en sommellerie, notamment en Finlande et en Corée du Sud, mais restent toutefois mal représentées. En France, seule Virginie Routis avant elle semble avoir occupé des responsabilités en sommellerie, lorsque cette dernière rejoint le palais de l'Élysée en 2007,. En étant l'une des seules cheffes sommelières en France,,, Estelle Touzet fait figure de référence à cette fonction précise, dans un milieu où ce sont globalement des hommes qui supervisent le service de sommellerie,,,,,,,.

« Être une femme dans un milieu d'hommes, je l'ai vécu. J'ai mis du temps à comprendre que cette distinction existait. Le client qui refuse que je prenne la commande car je suis une femme ou ceux qui nous prennent pour la stagiaire : même si au final, ce sont les compétences qui comptent, il faut prouver que l'on tient le coup physiquement, il faut charrier des caisses de vin, et psychiquement : si l'on parle de brigade, ce n'est pas pour rien. »

— Estelle Touzet, Challenges, 6 octobre 2017.
En 2018, elle explique encore faire l'objet de réflexions misogynes, quand un nouveau client lui dit que « l'avis d'une femme ne l'intéresse pas ».

### Vision du management
Estelle Touzet confie vouloir rester « loin des clichés » lorsqu'il s'agit d'un management différent entre hommes et femmes. Toutefois, elle parle d'une « sensibilité exacerbée mais qu'il faut contenir » en restant « à l'écoute » de son équipe. D'après ses mots, son leadership se veut « énergique, enthousiaste, vif et élégant ». Elle cherche, non pas à s'imposer, mais à s'identifier et se démarquer : « On peut le faire soit par la force, soit par la grâce, soit par élégance, ou encore par la vivacité d'esprit et par les connaissances. Pour une femme, il faut conjuguer tout ça et être au quotidien une main de fer dans un gant de velours ». Pendant le service, la sommelière s'attache particulièrement au pouvoir des mots et à « l'art du savoir-dire », quand il s'agit de discuter avec les clients ou communiquer avec ses équipes.

### Accessibilité du vin au grand public
En 2011, Estelle Touzet confie au sujet des foires aux vins « qu'il faut du vin pour tous. Aller dans une cave pour acheter du vin est une démarche particulière qui ne concerne qu'entre 5 et 10 % de la population. L'acte d'achat d'une bouteille de vin en entrant dans une boutique et en demandant conseil au vendeur, en lui faisant confiance, ça n'est pas évident. C'est pour cela que la foire au vin reste indispensable ».
Lors d'une interview menée en 2015 par Élise Lucet dans le journal de 13 heures sur France 2, Estelle Touzet précise que les foires aux vins sont des opportunités intéressantes pour « partager, désacraliser le monde du vin qui peut paraître assez fermé et austère, […] accéder à des grands vins et des grands crus classés à des prix assez abordables, […] à condition que ces bouteilles soient dégustées convenablement et mises en valeur comme il se doit ».
En 2021, Estelle Touzet ajoute que « l'important [avec les vins] n'est pas de connaître ou de ne pas connaître, mais de déguster ce que l'on aime, d'identifier son besoin et ses sensibilités avec son propre vocabulaire ».